# 焦維章
焦維章（15世紀—16世紀），字子晦，號雪山，四川成都府灌縣人，民籍，明朝政治人物。

## 生平
焦維章是嘉靖四年（1525年）的舉人，五年（1526年）成進士，獲授戶部福建司主事，十年（1531年）與兵部主事胡經主考雲貴鄉試，外任貴州按察司僉事，再改任雲南左參議，二十一年（1542年）十月自河南按察司副使陞貴州左參政，死後入祀鄉賢祠。

## 家族
高祖焦敏，刑部員外郎；曾祖焦克讓，卒冠帶；祖父焦亮，訓導；父焦韶，成化二十三年進士。

## 引用
1. 1 2  民國《增修灌縣志·卷九·人物志》：焦維章 舊通志云嘉靖丙戌進士，厯仕至河南參政，清勤正直，三典文衡，兩司學使皆著藻鑑，墓誌載山東巡撫，焦氏譜云公字雪山，韶之次子，崇祀邑鄉賢祠。
2. ↑  《明世宗肅皇帝實錄·卷一百二十七》：（嘉靖十年閏六月丙申）命……戶部主事焦維章、兵部主事胡經於雲貴，各主考鄉試。
3. ↑  四庫全書《貴州通志·卷十七·秩官》：僉事……焦維章 灌縣人進士
4. ↑  萬曆《雲南通志·卷九·官師志第六之一》：左參議……焦維章。 子晦，四川灌縣人，進士。
5. ↑  《明世宗肅皇帝實錄·卷二百六十七》：（嘉靖二十一年十月壬午）陞湖廣按察司副使孫繼魯、河南按察司副使焦維章俱為布政使司左參政，吏部擬繼魯浙江，維章貴州。
6. ↑  民國《增修灌縣志·卷八·選舉志》：進士……明……嘉靖五年丙戌科龔用卿榜 焦維章 官至巡撫，詳文秩……舉人 明……嘉靖四年乙酉科 焦維章 見甲榜……文秩……明……焦維章 嘉靖進士，厯河南參政，三典文衡，兩司學政，後陞山東巡撫，詳宦蹟
7. ↑  龚延明主编. . 宁波: 宁波出版社. 2016. ISBN 978-7-5526-2320-8. 《天一閣藏明代科舉錄選刊.登科錄》之《成化二十三年進士登科錄》